# Caserne Ardant du Picq
La caserne Ardant du Picq, baptisée à l'origine  Infanterie-Kaserne, est une ancienne caserne d'infanterie allemande. Construite pendant l’annexion allemande, elle est située à Saint-Avold. Elle est aujourd'hui[Quand ?] menacée de destruction par un projet immobilier spéculatif.

## Contexte historique
Alors que la Moselle, qui forme avec l'Alsace le Reichsland Elsaß-Lothringen, se couvre de fortifications, Saint-Avold se voit doter de cinq nouvelles casernes entre 1877 et 1914. Ces infrastructures militaires sont destinées à recevoir la garnison allemande du XVe Armeekorps, puis du XVIe Armeekorps, le 16e corps d'armée, dont le siège était à Metz. Ainsi la Berg-Kaserne, la Ketzerrath-Kaserne, l' Infanterie-kaserne, l' Artillerie-kaserne et la Jäger-Kaserne verront le jour durant cette période. Un hôpital militaire, ou Militär-Lazareth, une intendance militaire, ou Proviantamt (1908) et un bureau des travaux militaires, ou Militärbauamt, viendront compléter ces infrastructures.

## Construction et aménagements

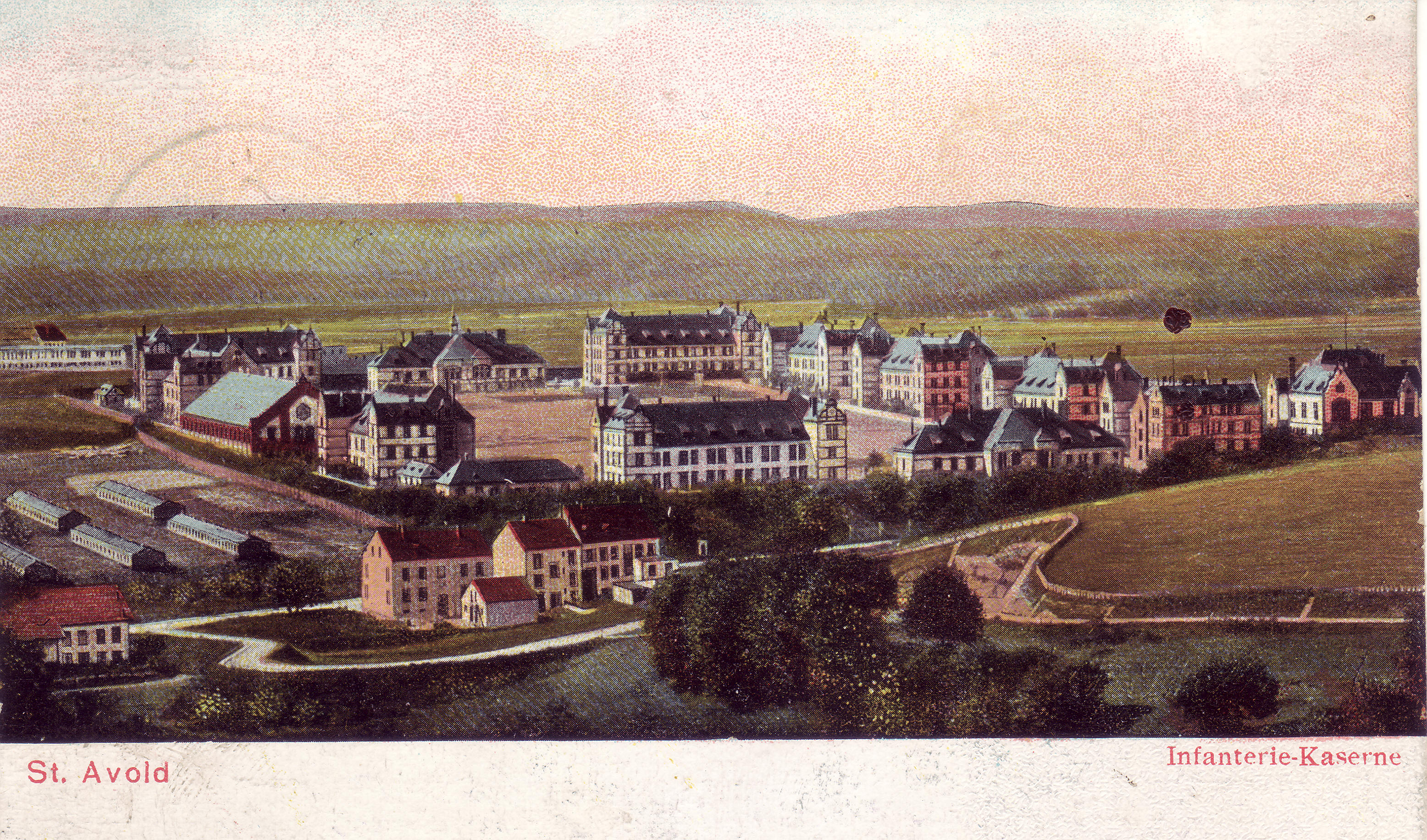
Vue d'ensemble de la caserne Ardant du Picq (Infanterie Kaserne) vers 1908

La caserne "Ardant du Picq" est construite sur la commune de Saint-Avold, au lieu-dit « Galgenberg », en 1899. À l’époque, elle est destinée à l'infanterie. Son coût est d'environ 1 750 000 Marks, une somme élevée pour l'époque. Composée de bâtiments de style wilhelmien, l'imposante caserne est fonctionnelle et spacieuse. Le site s’étend sur plusieurs hectares. 

## Affectations successives
En 1897, le 9e Régiment d'Infanterie lorrain no 173 appartenant à la 34e division d'infanterie, prend ses quartiers dans la caserne. Les bâtiments servent de lieu de casernement pour la Deutsches Heer jusqu’en mars 1919. Rebaptisée "Ardant du Picq" par l’armée française pour honorer le colonel Charles Ardant du Picq mort à Metz en 1870, la caserne conserve son affectation première jusqu'en 1999. Elle est occupée par le 146e Régiment d'infanterie (146e RI) puis le Centre mobilisateur N° 64 (CM 64) jusqu'en 1997.  Désaffectée, la caserne a fait l'objet d'une dépollution pyrotechnique en 2006. Rachetée par la Ville en 2008 pour un million d’euros, la caserne est,en 2013, menacée de destruction par un projet immobilier spéculatif. Suite à incendie du mess le 17 mai 2018, une partie de l'ancienne caserne a été démoliepour laisser place à un éco-quartier.